# Wildflowers (album, Judy Collins)
Wildflowers je sedmé studiové album americké zpěvačky Judy Collins, vydané v říjnu roku 1967 hudebním vydavatelstvím Elektra Records. Nahráno bylo dříve v tomto roce v New Yorku a jeho producentem byl Mark Abramson. Pouze tři písně z celkových deseti si zpěvačka napsala sama; mezi autory ostatní jsou například Leonard Cohen nebo Joni Mitchell. V hitparádě Billboard 200 se album umístilo na páté příčce.

## Seznam skladeb
| Pořadí | Název                                                | Autor         | Délka |
| ------ | ---------------------------------------------------- | ------------- | ----- |
| 1.     | Michael from Mountains                               | Joni Mitchell | 3:10  |
| 2.     | Since You Asked                                      | Judy Collins  | 2:34  |
| 3.     | Sisters of Mercy                                     | Leonard Cohen | 2:31  |
| 4.     | Priests                                              | Cohen         | 4:55  |
| 5.     | A Ballata of Francesco Landini Lasso! Di Donna       | tradicionál   | 4:34  |
| 6.     | Both Sides Now                                       | Mitchell      | 3:14  |
| 7.     | La chanson des vieux amants (The Song of Old Lovers) | Jacques Brel  | 4:40  |
| 8.     | Sky Fell                                             | Collins       | 1:47  |
| 9.     | Albatross                                            | Collins       | 4:51  |
| 10.    | Hey, That's No Way to Say Goodbye                    | Cohen         | 3:28  |

## Obsazení
- Judy Collins – zpěv, kytara, klávesy
- Joshua Rifkin – aranžmá, dirigent
- další hudebníci, kteří na obalu alba nebyli uvedeni